# 烏賈環礁
烏賈環礁是太平洋由15個島嶼組成的環礁，屬於拉利克礁鏈的一部分，是馬紹爾群島24個立法選區（legislative district）之一，

## 概述
位於瓜加林環礁以西約122公里，總土地面積1.86平方公里，中央的潟湖面積185.94平方公里，1998年人口448。

## 外部連結
- Marshall Islands site （页面存档备份，存于）
- Entry at Oceandots.com （页面存档备份，存于）